# 庫侖障壁
庫侖障壁，以物理學家查爾斯·奧古斯丁·庫侖（1736年-1806年）命名，是兩個原子核要接近至可以進行核融合所需要克服的靜電能量壁壘。由靜電產生的位能障壁是：
{\displaystyle U_{coul}=k{{q_{1}\,q_{2}} \over r}={1 \over {4\pi \epsilon _{0}}}{{q_{1}\,q_{2}} \over r}}
此處
k 是庫侖常數 = 8.9876×109 N m² C−2;
ε0 是真空電容率;
q1、q2是交互作用粒子的電荷量;
r是交互作用的半徑。
U的正值歸咎於這是斥力，所以當相互間越接近時，微粒間的位能就會越高。負位能則表示是受到束縛的狀態（由於是一種吸引力）。
庫侖障壁隨著互撞核子原子序（質子的數量）的增加而增加：
{\displaystyle U_{coul}={{k\,Z_{1}\,Z_{2}\,e^{2}} \over r}}
此處e是 基本電荷，1.602 176 53×10−19 C，而 Zi 是對應的原子序。
高速可以克服障壁使核子互撞，因為它們在動能的駕馭下足以接近到強作用力能發生作用使它們束縛在一起。
依據氣體運動論，氣體的溫度是氣體平均速度的表徵。對標準氣體，馬克士威-波茲曼分布的速度分布函數給了在各種溫度下微粒運動速度的分佈率，因此可以得知速度高到足以克服庫侖障壁的微粒比率。
實際上，期待能克服庫侖障壁的溫度由於量子力學的隧道效應，低於喬治·伽莫夫所估計的溫度。考慮經由隧道的勢壘穿透和速度分布提升的範圍限制條件，核融合可以經由所謂的伽莫夫窗口發生。 

## 参阅
- 量子穿隧效應